# العلاقات البوتسوانية النيكاراغوية
العلاقات البوتسوانية النيكاراغوية هي العلاقات الثنائية التي تجمع بين بوتسوانا ونيكاراغوا.

## مقارنة بين البلدين
هذه مقارنة عامة ومرجعية للدولتين:
| وجه المقارنة                                              | بوتسوانا                       | نيكاراغوا        |
| --------------------------------------------------------- | ------------------------------ | ---------------- |
| المساحة (كم2)                                             | 581.74 ألف                     | 130.38 ألف       |
| عدد السكان (نسمة)                                         | 2.29 مليون                     | 6.22 مليون       |
| الكثافة السكانية (ن./كم²)                                 | 3.94                           | 47.71            |
| العاصمة                                                   | غابورون                        | ماناغوا          |
| اللغة الرسمية                                             | لغة إنجليزية                   | اللغة الإسبانية  |
| العملة                                                    | بولا بوتسواني                  | كوردبا نيكاراغوا |
| الناتج المحلي الإجمالي (بليون دولار)                      | 17.41 مليار                    | 13.81 مليار      |
| الناتج المحلي الإجمالي (تعادل القوة الشرائية) بليون دولار | 35.84 مليار                    | 31.63 مليار      |
| الناتج المحلي الإجمالي الاسمي للفرد دولار أمريكي          | 6.36 ألف                       | 2.09 ألف         |
| الناتج المحلي الإجمالي للفرد دولار أمريكي                 | 16.10 ألف                      | 4.92 ألف         |
| مؤشر التنمية البشرية                                      | 0.698                          | 0.631            |
| رمز المكالمات الدولي                                      | +267                           | +505             |
| رمز الإنترنت                                              | .bw                            | .ni              |
| المنطقة الزمنية                                           | ت ع م+02:00، توقيت وسط إفريقيا | 00               |

## منظمات دولية مشتركة
يشترك البلدان في عضوية مجموعة من المنظمات الدولية، منها:
| علم المنظمة | اسم المنظمة                               | تاريخ انضمام بوتسوانا | تاريخ انضمام نيكاراغوا |
| ----------- | ----------------------------------------- | --------------------- | ---------------------- |
|             | مؤسسة التنمية الدولية                     | 24 يوليو 1968         | 30 ديسمبر 1960         |
|             | يونسكو                                    | 16 يناير 1980         | 22 فبراير 1952         |
|             | وكالة ضمان الاستثمار متعدد الأطراف        | 15 مايو 1990          | 12 يونيو 1992          |
|             | الأمم المتحدة                             | 17 أكتوبر 1966        | 24 أكتوبر 1945         |
|             | الاتحاد البريدي العالمي                   | ?                     | ?                      |
|             | البنك الدولي للإنشاء والتعمير             | 24 يوليو 1968         | 14 مارس 1946           |
|             | الاتحاد الدولي للاتصالات                  | 2 أبريل 1968          | 12 مايو 1926           |
|             | منظمة حظر الأسلحة الكيميائية              | ?                     | ?                      |
|             | مؤسسة التمويل الدولية                     | 23 مارس 1979          | 20 يوليو 1956          |
|             | المركز الدولي لتسوية المنازعات الاستشارية | 14 فبراير 1970        | 19 أبريل 1995          |
|             | منظمة التجارة العالمية                    | ?                     | ?                      |
|             | منظمة الشرطة الجنائية الدولية             | ?                     | ?                      |

## وصلات خارجية
- موقع وزارة الخارجية البوتسوانية
- موقع وزارة الخارجية النيكاراغوية